# La maqueta (àlbum)
La Maqueta és l'àlbum de presentació de la banda Estopa. En primera instància, abans de publicar el seu primer disc, amb el qual van tenir tant èxit, va circular i encara circula per les xarxes p2p La maqueta del grup que es va anar fent famosa a través del boca-orella arreu del territori espanyol. Avui dia encara se segueixen consumint cançons de la maqueta del grup i aquests van incloent en cada disc alguna d'elles reeditada.

## Llista de cançons
1. Tu calorro (1ª cançó del disc Estopa, 1999).
2. La raja de tu falda (2ª cançó del disc Estopa, 1999).
3. Me falta el aliento (3ª cançó del disc Estopa, 1999).
4. Tan solo (4ª cançó del disc Estopa, 1999).
5. Poquito a poco (5ª cançó del disc Estopa, 1999).
6. Suma y sigue (6ª cançó del disc Estopa, 1999).
7. El del medio de Los Chichos (7ª cançó del disc Estopa, 1999).
8. Como camarón (8ª cançó del disc Estopa, 1999).
9. Exiliado en el lavabo (9ª cançó del disc Estopa, 1999).
10. Estopa (10ª cançó del disc Estopa, 1999).
11. Cacho a cacho (11ª cançó del disc Estopa, 1999).
12. Bossanova (12ª cançó del disc Estopa, 1999).
13. Luna lunera (2ª cançó del disc Destrangis, 2001).
14. Vuelvo a las andadas (9ª cançó del disc Destrangis, 2001).
15. Ojitos rojos (13ª cançó del disc Más Destrangis, 2002).
16. El yonki (14ª cançó del disc Más destrangis, 2002).
17. Madre (15ª cançó del disc Más destrangis, 2002).
18. Ya no me acuerdo (Cantada per José. 6ª cançó del disc ¿La calle es tuya?, 2004).
19. La del Lute (13ª cançó del disc ¿La calle es tuya?, 2004. Bonustrack de la edición especial).
20. Ninguna parte (4ª cançó del disc Voces de ultrarrumba, 2005).
21. Monstruos (8ª cançó del disc Voces de ultrarrumba, 2005).
22. Hemicraneal (8ª cançó del disc Allenrok, 2008).
23. La locura (12ª cançó del disc Estopa 2.0, 2011).
24. Naturaleza (Cançó inclosa només en l'edició especial del disc Estopa 2.0, 2011).
25. Ahora. (4ª cançó del disc en directe Esto es Estopa, 2014).
26. Rumba triste (7ª cançó del disc en directe Esto es Estopa, 2014).
27. Guitarras muertas (Inclosa part d'aquesta cançó a "Vino tinto" del disc Destrangis, 2001 i a "Tragicomedia" del disc ¿La calle es tuya?, 2004).
28. Escucha princesa.
29. Incendio.
30. Mi cama.
31. Me pierdo en tu foto.
32. Més vi.
33. Miriam.
34. Sentir diferente.
35. FoIIarte.
36. Feliz.